# Озоносфера

Розподіл озону в атмосфері (парціальний тиск залежно від висоти)

Озо́носфера, озоновий шар, озоновий екран — шар атмосфери (стратосфери), у межах якого концентрація молекул озону (О3) у 10 разів вища, ніж біля поверхні Землі. Озоновий шар лежить в стратосфері на висоті від 15 до 35 км.
Завдяки порівняно високій концентрації озону тут інтенсивно поглинається ультрафіолетова частина сонячної радіації. Тому озоновий шар має виняткове значення для розвитку життя на Землі, перешкоджаючи потраплянню на поверхню планети короткохвильового ультрафіолетового проміння, згубного для живих організмів.

## Історія відкриття
Озоновий шар відкрили 1913 року Шарль Фабрі та Анрі Буїсон. У 1920-х роках озоновий шар активно досліджував професор оксфордського університету Ґордон Добсон, на честь якого названо одиницю вимірювання товщини озонового шару — одиниця Добсона (англ. Dobson unit, DU). 1928 року Добсон організував світову мережу нагляду за озоновим шаром, яка працює й досі.

## Механізм утворення
Озон утворюється в стратосфері під впливом ультрафіолетового випромінювання:
• 3О2 + hν → 2О + 2О2 → 2О3
Водночас відбувається його фотоліз:
• О3 + hν → О2 + О
• О3 + O → 2О2
Внаслідок дії цих процесів складається деяка рівноважна концентрація озону.
Механізм синтезу та розпаду озону запропонував Сідней Чепман 1930 року, названо його ім'ям. 

## Роль озонового шару для життя на Землі
Озоновий шар поглинає ультрафіолетове випромінювання, небезпечне для живих організмів.
Проте життя на планеті Земля зародилося, вочевидь, в умовах відсутності озонового шару, оскільки збагачена киснем атмосфера — результат діяльності живих організмів.

## Озонова діра
Озонова діра — локальне зменшення концентрації озону в озоновому шарі атмосфери більш як на 30%. Переважно спостерігається в полярних зонах під час полярної ночі. Зумовлене спільною дією різноманітних чинників, як природних (відсутність сонячного випромінювання, виверження вулканів), так і антропогенних (викиди фреонів, запуски космічних кораблів і польоти реактивних літаків).